# فريتز يندستروم
فريتز يندستروم (بالسويدية: Fritz Lindström)‏ هو رسام سويدي، ولد في 5 يوليو 1874 في ستوكهولم في السويد، وتوفي في 4 يناير 1962 في أرفيكا في السويد.